# Hyde Hall Bridge
Die Hyde Hall Bridge ist eine hölzerne gedeckte Brücke über den Shadow Brook im Glimmerglass State Park am Otsego Lake im Staat New York, USA.
Ihr offizieller Name Hyde Hall Covered Bridge unterscheidet sie von der Hyde Hall Stone Arch Bridge in demselben Park.
Die wohl 1825 gebaute Brücke ist, mit der ebenfalls 1825 gebauten Hassenplug Bridge in Pennsylvania, eine der beiden ältesten noch existierenden gedeckten Brücken der USA. Die damalige Straßenbrücke gehörte zum weitläufigen Besitz um die  Hyde Hall von George Clarke (1768–1835).
Das 16,30 m (53 ft 6 in) lange Bauwerk steht auf steinernen Widerlagern und überquert das Flüsschen mit zwei Burr-Trägern und einer Stützweite von 11,89 m (39 ft). Die Fahrbahn im Inneren der Brücke ist 4,11 m breit (13 ft 6 in). Die frühen Burr-Träger haben X-förmige Streben zwischen den Posten, anders als die später verwendeten Träger, die in der Regel nur diagonale Streben hatten.
Die Hyde Hall Covered Bridge wurde 1998 im National Register of Historic Places registriert unter Nr. 98001539.